# Dicranomyia (Zelandoglochina) ofella
Dicranomyia (Zelandoglochina) ofella is een tweevleugelige uit de familie steltmuggen (Limoniidae). De soort komt voor in het Neotropisch gebied.